# Цинцадзе, Сулхан Фёдорович
Сулхан Фёдорович Цинцадзе (груз. სულხან თევდორეს ძე ცინცაძე; 1925—1991) — грузинский, советский композитор, виолончелист, педагог. Народный артист СССР (1988).

## Биография
Родился 23 августа 1925 года в Гори (Грузия).
Когда ему исполнилось 7 лет, семья переехала в Тифлис. Отец будущего композитора был назначен главным инспектором Закавказья по овцеводству (в 1937 году был арестован и незаконно репрессирован).
Начинал учиться музыке в Первом музыкальном училище, в классе виолончели Э. Капельницкого. Позже был переведён в группу одарённых детей при Тбилисской консерватории — будущую республиканскую Центральную музыкальную школу-десятилетку, где продолжил занятия у того же педагога. В 1942 году был принят на оркестровый факультет консерватории в класс К. Миньяра.
Параллельно с учёбой работал в Государственном симфоническом оркестре Грузии и оркестре радио. С 1943 года — виолончелист, впервые организованного при Тбилисской филармонии Государственного струнного квартета Грузии (1944—1946).
С 1946 года продолжил учёбу в Московской консерватории имени П. И. Чайковского: по классу виолончели закончил обучение в 1950 году (учился у С. М. Козолупова) и по классу композиции — в 1953 году (учился у С. С. Богатырёва).
С 1963 года вёл класс инструментовки Тбилисской консерватории (с 1973 — профессор). С 1965 по 1984 год — ректор консерватории.
Был председателем Союза композиторов Грузии. Член Союза кинематографистов Грузинской ССР
Член КПСС с 1966 года. Народный депутат СССР.
Умер 15 сентября (по другим источникам — 15 ноября) 1991 года в Тбилиси. Похоронен в Дидубийском пантеоне.

## Звания и награды
- Народный артист Грузинской ССР (1961)[6]
- Народный артист СССР (1988)
- Сталинская премия третьей степени (1950) — за квартет № 2 и три миниатюры для струнного квартета «Лале», «Инди-Минди», «Сачидао»
- Государственная премия Грузинской ССР им. З. П. Палиашвили (1974)
- Государственная премия Грузинской ССР им. Шота Руставели (1981)[6]
- Орден Трудового Красного Знамени (1958)
- Орден «Знак Почёта»
- Медали

## Творчество
Оперы
- «Золотое руно» (1953, либретто Г. Геловани и Г. К. Цагарели)
- «Отшельник» (по одноимённой поэме И. Г. Чавчавадзе, впервые поставлена в 1972 году в Грузинском театре оперы и балета)

Балеты
- «Сокровище голубой горы» (1954, либретто И. А. Геловани)
- «Демон» (1961, по одноимённой поэме М. Ю. Лермонтова)
- «Поэма» (1965, на музыку своей Второй симфонии, поставленыный в 1969 году в Московском музыкальном театре им. К. С. Станиславского и Вл. И. Немировича-Данченко)
- «Античные эскизы» (1973)
- «Дали и охотник» (1977)
- «Риварес» (1982,  по роману «Овод» Э. Л. Войнич, впервые поставленный в Московском музыкальном театре им. К. С. Станиславского и Вл. И. Немировича-Данченко)

Оперетты
- «Паутина» (1960, впервые поставлена в Тбилисском театре музыкальной комедии)
- «Песня в лесу» (1967, впервые поставлена в Тбилисском театре музыкальной комедии)
- «Швейк» (1976, впервые поставлена в Тбилисском театре музыкальной комедии)

Для солистов, хора и оркестра
- Оратория «Бессмертие» (1970, к 100-летию со дня рождения В. И. Ленина, сл. М. Поцхишвили)
- Кантаты — кантата (сл. Е. М. Николаевской, И. А. Снеговой, 1949), «Прощальная песня» (1958), «Млечный путь» (обе - на сл. П. П. Грузинского, 1975)

Для оркестра
- 5 симфоний (1952, 1963, на её основе - балет «Поэма», 1969, 1979, 1985)

Для инструмента с оркестром
- 2 концерта для фортепиано (1949, 1968)
- 2 концерта для скрипки (1947, 1968)
- 2 концерта для виолончели (1947, 1964)
- Концертино для виолончели. (1973)
- Фантазия для фортепиано (1954)
- Грузинская рапсодия для скрипки (1955)

Камерно-инструментальные ансамбли
- 11 струнных квартетов, в т.ч.:
  - «Лалэ» (1947)
  - «Инди-минди» (1948)
  - «Сачидао» (1950)
  - «Сулико» (1955)
  - «Песня» (1965)
  - «Плясовая» (1967)
  - «Лети, чёрная ласточка» (1970)
  - «Шутка» (1974)
  - «Пастушья» (1976)
- 12 миниатюр для струнного квартета, в т.ч.:
  - «Родник» (1978)
  - «Жена возгордилась» (1978)
  - «Дидавой Нана» (1978)
  - «Деревенский танец» (1978)
  - «Светлячок» (1978)
- 3 цикла миниатюр на грузинские народные темы для струнного квартета (1945, 1950, 1955)
- Фантазия для струнного квартета и оркестра (1978)

Для фортепиано
- 24 прелюдии (1971)

Для виолончели с фортепиано
- 5 пьес (1950)
- 24 прелюдии (1980)
- Соната для виолончели соло (1976)

Для голоса с фортепиано
- Романсы (сл. П. Грузинского, 1972)

Музыка к драматическим спектаклям
- «Дон Сезар де Базан» А. Дэннери и Ф. Дюмануара (1954), «Испанский священник» Ф. Бомонта и Дж. Флетчера (1955), «Венецианский купец» У. Шекспира (1984) и др.

### Музыка к фильмам
- 1953 — Бобрёнок Чука (анимационный)
- 1954 — Стрекоза
- 1955 — Нико и Никора (анимационный)
- 1956 — Баши-Ачук
- 1956 — Тень на дороге
- 1957 — Отарова вдова
- 1957 — Заноза
- 1957 — Судьба женщины
- 1959 — Майя из Цхнети
- 1961 — Клад
- 1961 — Ночь без милосердия
- 1962 — Куклы смеются
- 1962 — Морская тропа
- 1964 — Отец солдата
- 1969 — Ну и молодёжь!
- 1973 — Горький урок
- 1975 — Птичье молоко
- 1983 — Волшебная ночь
- 1987 — Риварес (фильм-балет)
- 1992 — Золотой паук

### Роль в кино
- 1989 —	Прошлое всегда с нами — эпизод